# Guillaume de Rennes
 (mai 2025).
Si vous disposez d'ouvrages ou d'articles de référence ou si vous connaissez des sites web de qualité traitant du thème abordé ici, merci de compléter l'article en donnant les références utiles à sa vérifiabilité et en les liant à la section « Notes et références ».
Guillaume de Rennes est un écrivain breton du XIIIe siècle, né probablement à Thorigné-sur-Vilaine.

## Biographie

### Carrière
Il est connu pour ses commentaires en marge d'un manuscrit d'un ouvrage du juriste catalan Raymond de Peñafort, Summa de casibus poenitentiae,.